# Butch Johnson
Richard Andrew "Butch" Johnson, född 30 augusti 1955 i Worcester, Massachusetts, död 27 maj 2024 i Woodstock, Connecticut, var en amerikansk idrottare som tog OS-guld i bågskytte vid olympiska sommarspelen 1996, och ett OS-brons fyra år senare.

## Meriter

### Olympiska meriter

#### Olympiska sommarspelen 2008
| Namn                                     | Gren         | Rankingrunda | Rankingrunda | 32-delsfinal                           | 16-delsfinal                  | 8-delsfinal            | Kvartsfinal      | Semifinal        | Final            | Final            |
| Namn                                     | Gren         | Poäng        | Seed         | Resultat                               | Resultat                      | Resultat               | Resultat         | Resultat         | Resultat         | Plats            |
| ---------------------------------------- | ------------ | ------------ | ------------ | -------------------------------------- | ----------------------------- | ---------------------- | ---------------- | ---------------- | ---------------- | ---------------- |
| Butch Johnson                            | Individuellt | 653          | 40           | Abramov (RUS) (25) W 109(+26)-109(+25) | Dong-Hyun (KOR) (8) L 106-115 | Gick inte vidare       | Gick inte vidare | Gick inte vidare | Gick inte vidare | Gick inte vidare |
| Brady Ellison Butch Johnson Vic Wunderle | Lag          | 1969         | 10           | N/A                                    | N/A                           | (Taiwan) (7) L 218-222 | Gick inte vidare | Gick inte vidare | Gick inte vidare | 9                |